# Borne (Saxônia-Anhalt)
Borne é um município da Alemanha, situado no distrito de Salzland, no estado de Saxônia-Anhalt. Tem 15,32 km² de área, e sua população em 2019 foi estimada em 1.189 habitantes.